# Liste der Biografien/Lang
Liste der Biografien |
Portal Biografien |
Personensuche
# |
A |
B |
C |
D |
E |
F |
G |
H |
I |
J |
K |
L |
M |
N |
O |
P |
Q |
R |
S |
T |
U |
V |
W |
X |
Y |
Z |
?
 
La |
Lb |
Lc |
Le |
Lg |
Lh |
Li |
Lj |
Ll |
Lm |
Lo |
Lp |
Lt |
Lu |
Lv |
Lw |
Lx |
Ly |
Lz
 
Laa |
Lab |
Lac |
Lad |
Lae–Lah |
Lai |
Laj |
Lak |
Lal |
Lam |
Lan |
Lao |
Lap |
Laq |
Lar |
Las |
Lat |
Lau |
Lav |
Law |
Lax |
Lay |
Laz
 
Lana |
Lanc |
Land |
Lane |
Lanf |
Lang |
Lanh |
Lani |
Lanj |
Lank |
Lanl |
Lanm |
Lann |
Lano |
Lanp |
Lanq |
Lanr |
Lans |
Lant |
Lanu |
Lanv |
Lanw |
Lanx |
Lany |
Lanz
 
Langa |
Langb |
Langd |
Lange |
Langf |
Langg |
Langh |
Langi |
Langj |
Langk |
Langl |
Langm |
Langn |
Lango |
Langr |
Langs |
Langt |
Langu |
Langv |
Langw 
Die Liste der Biografien führt alle Personen auf, die in der deutschsprachigen Wikipedia einen Artikel haben. Dieses ist eine Teilliste mit 477 Einträgen von Personen, deren Namen mit den Buchstaben „Lang“ beginnt.

## Lang

### Lang B
- Lang Bingyu (* 1981), chinesischer Eishockeyspieler

### Lang D
- Lang Darma, letzter tsenpo (König von Tibet)

### Lang L
- Lang Lang (* 1982), chinesischer PianistLang Lang (* 1982)

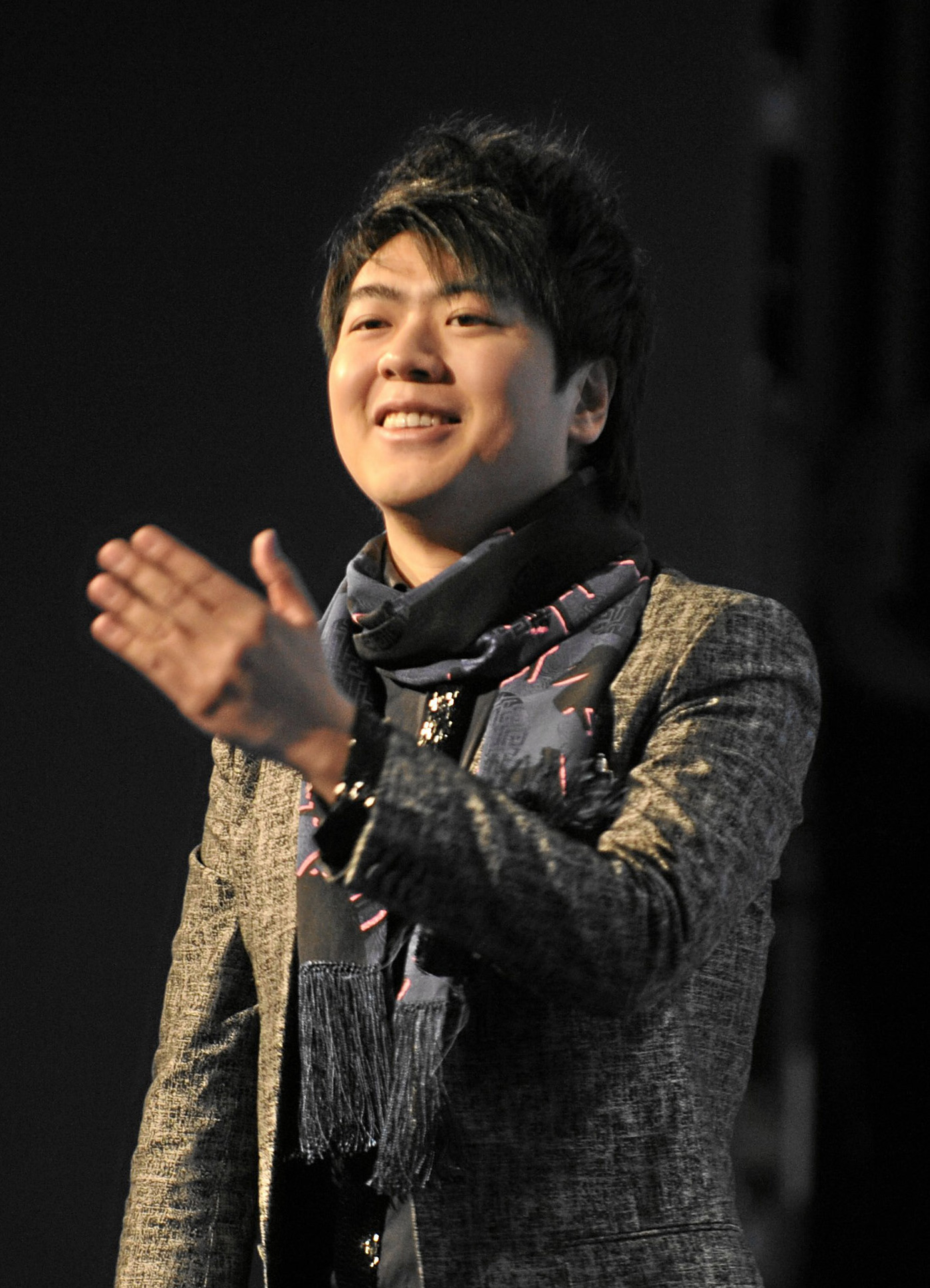
Lang Lang (* 1982)

### Lang V
- Lang von Langen, Georg (1868–1945), deutscher Verwaltungsbeamter
- Lang von Langen, Ingo (1895–1979), deutscher Verwaltungsjurist und Kommunalbeamter
- Lang von Wellenburg, Matthäus (1468–1540), Salzburger Erzbischof und Kardinal

### Lang, A – Lang, W

#### Lang, A
- Lang, Adam (1876–1965), Landtagsabgeordneter Volksstaat Hessen
- Lang, Ádám (* 1993), ungarischer Fußballspieler
- Lang, Adolf (1823–1897), österreichischer Pädagoge
- Láng, Adolf (1848–1913), ungarischer Architekt des Historismus
- Lang, Agnes, Angeklagte in einem Hexenprozess
- Lang, Albert (1825–1903), deutscher Orgelbauer in Berlin
- Lang, Albert (1847–1933), deutscher Maler und Graphiker
- Lang, Albert (1890–1973), deutscher römisch-katholischer Theologe und Geistlicher
- Lang, Albin (1901–1984), deutscher Kommunalpolitiker, Oberbürgermeister der Stadt Landshut (1952–1969)
- Lang, Alex, schottischer Fußballspieler
- Lang, Alexander (1941–2024), deutscher Regisseur und Schauspieler
- Lang, Alois (1805–1851), württembergischer Jurist und Verwaltungsbeamter
- Lang, Alois (1925–2002), österreichischer Politiker (SPÖ), Landtagsabgeordneter im Burgenland
- Lang, Alois (1940–1994), deutscher Kommunalpolitiker, Oberbürgermeister von Ditzingen
- Lang, Amei (* 1944), deutsche Prähistorikerin
- Lang, Ana (* 1946), Schweizer Sprachlehrerin und Schriftstellerin
- Lang, Andreas (1896–1948), bayerischer Politiker (BVP, CSU), MdL
- Lang, Andreas (* 1979), deutscher Curler
- Lang, Andreas (* 1980), dänischer Jazzmusiker (Kontrabass)
- Lang, Andrew (1844–1912), schottischer Schriftsteller, Anthropologe und Journalist
- Lang, Andy Lee (* 1965), österreichischer Rock'n'Roll-MusikerAndy Lee Lang (* 1965)

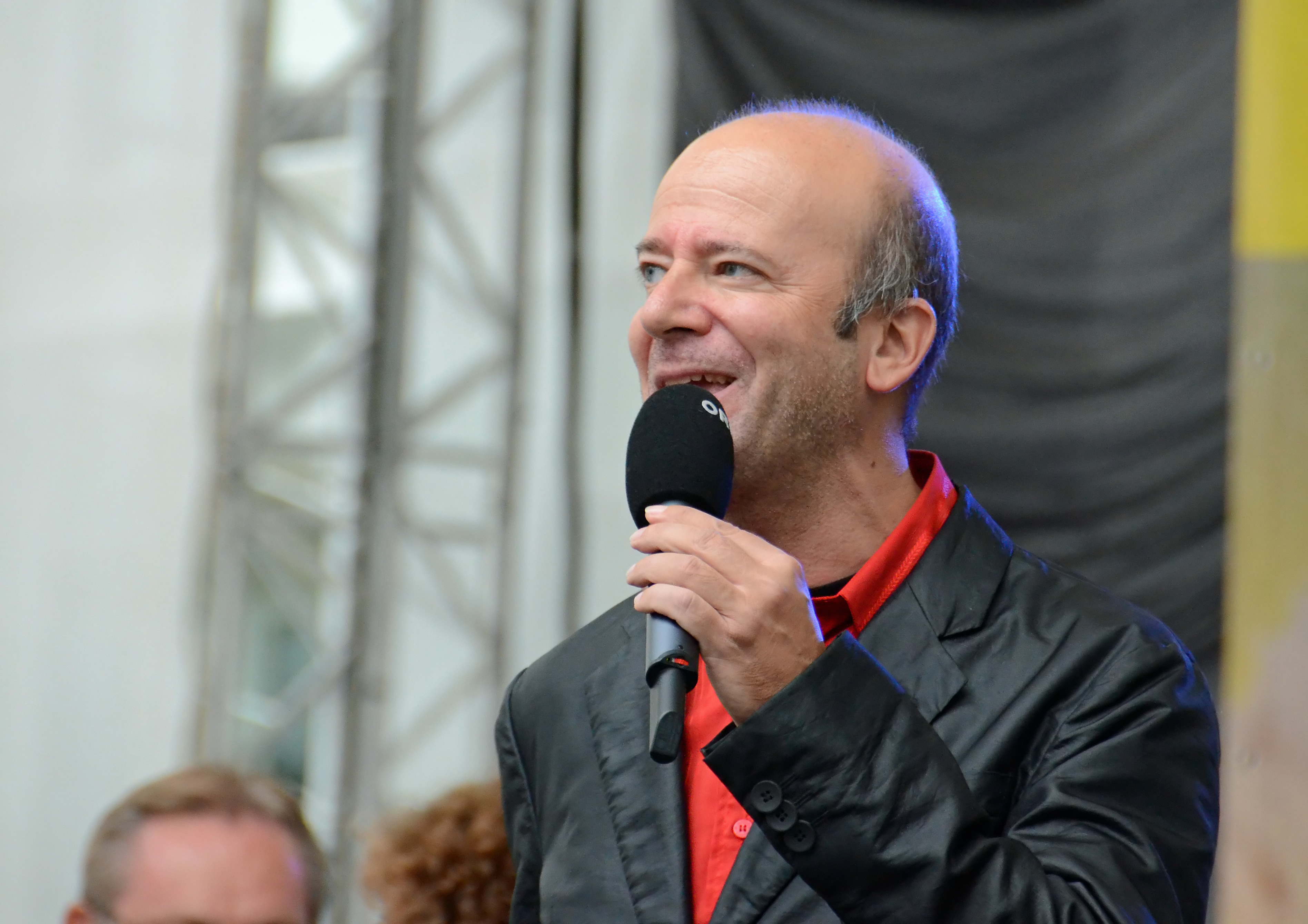
Andy Lee Lang (* 1965)

- Lang, Angelika (* 1964), österreichische Radiomoderatorin und Sprecherin
- Lang, Anna (1911–2019), deutsche Weberin
- Lang, Anne-Christine (* 1961), französische Politikerin
- Lang, Anton (1820–1880), österreichischer Textilfabrikant in Fünfhaus bei Wien, Kommunalpolitiker, Philanthrop und Mäzen
- Lang, Anton (1848–1914), deutscher Politiker in der bayerischen Abgeordnetenkammer (Zentrum)
- Lang, Anton (1860–1931), deutscher Landwirt und Politiker (Zentrum)
- Lang, Anton (1913–1996), russischstämmiger US-amerikanischer Botaniker
- Lang, Anton (* 1959), österreichischer Politiker (SPÖ), Landtagsabgeordneter, Landesrat und Landeshauptmann-StellvertreterAnton Lang (* 1959)

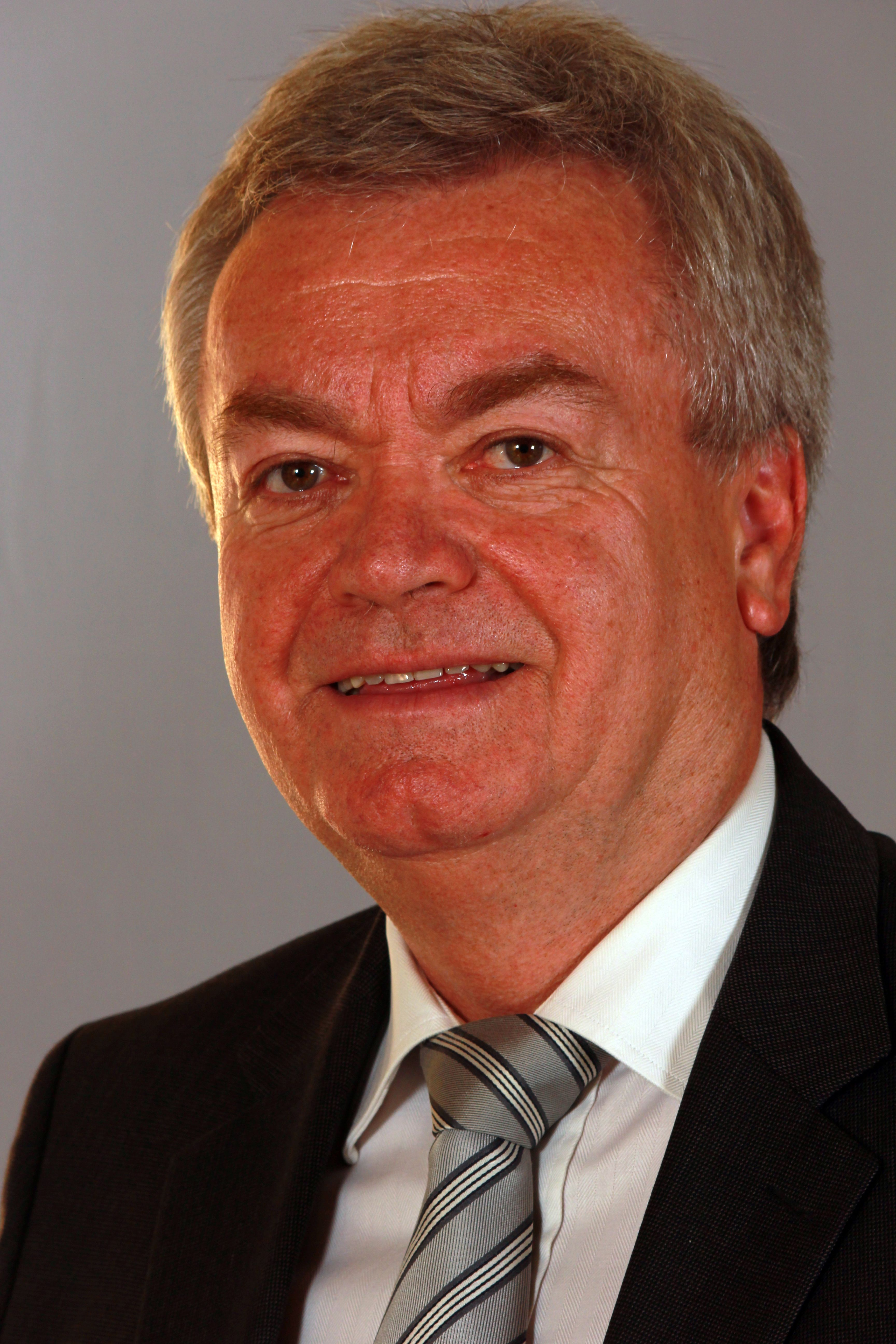
Anton Lang (* 1959)

- Lang, Arend (1909–1981), deutscher Mediziner, Nationalsozialist und Kartograf
- Lang, Armin (1928–1996), deutscher Produzent und Synchronsprecher
- Lang, Armin (* 1947), deutscher Politiker (SPD), MdL
- Lang, Arno (* 1933), deutscher Jurist, Richter am Bundesgerichtshof
- Lang, Arnold (1838–1896), Schweizer Redaktor, Herausgeber und Theaterautor
- Lang, Arnold (1855–1914), Schweizer Zoologe
- Láng, Attila E. (1947–2023), österreich-ungarischer Theaterwissenschaftler, Dramaturg und Regisseur
- Lang, August (1867–1945), deutscher evangelischer Theologe
- Lang, August (1929–2004), deutscher Politiker (CSU), MdL
- Lang, Augustin (1869–1941), deutscher römisch-katholischer Geistlicher und Märtyrer

#### Lang, B
- Lang, Benjamin (* 1976), deutscher Musikwissenschaftler, Komponist und Hochschullehrer
- Lang, Benjamin Johnson (1837–1909), US-amerikanischer Pianist, Organist, Dirigent und Komponist
- Lang, Bernd (* 1950), deutscher Politiker (SPD), MdL
- Lang, Bernhard (* 1946), deutscher katholischer Theologe
- Lang, Bernhard (* 1957), österreichischer Komponist
- Lang, Brent (* 1968), US-amerikanischer Schwimmer
- Lang, Bruno (* 1936), Schweizer Künstler

#### Lang, C
- Lang, Callum (* 1998), englischer Fußballspieler
- Lang, Carl (1766–1822), deutscher Schriftsteller, Pädagoge und Kupferstecher
- Lang, Carl (1849–1893), deutscher Meteorologe
- Lang, Carl (* 1957), französischer Politiker, MdEP
- Lang, Carl Theodor Friedrich von (* 1801), württembergischer Oberamtmann
- Lang, Carsten (* 1971), deutscher Eishockey- und Inline-Skaterhockeyspieler sowie Inline-Skaterhockeytrainer
- Lang, Charles (1902–1998), US-amerikanischer Kameramann
- Lang, Chloe (* 2001), US-amerikanische Schauspielerin und Tänzerin
- Lang, Christa (* 1943), deutsch-amerikanische Schauspielerin beim internationalen Film
- Lang, Christel (* 1947), deutsche Tischtennisspielerin
- Lang, Christian (* 1972), deutscher Maler, Zeichner und Illustrator
- Lang, Christian B. (* 1948), österreichischer Theoretischer Physiker
- Lang, Christina (* 1973), Schweizer Hörfunkmoderatorin
- Lang, Christine (* 1957), deutsche Mikrobiologin und Unternehmerin
- Lang, Christof (* 1960), deutscher Fernsehjournalist und Moderator
- Lang, Christoph (* 2002), österreichischer Fußballspieler
- Lang, Claudia (* 1953), österreichische Autorin, Schauspielerin und Regisseurin
- Lang, Cosmo Gordon (1864–1945), britischer anglikanischer Geistlicher und Erzbischof von Canterbury (1928–1942)Cosmo Gordon Lang (1864–1945)

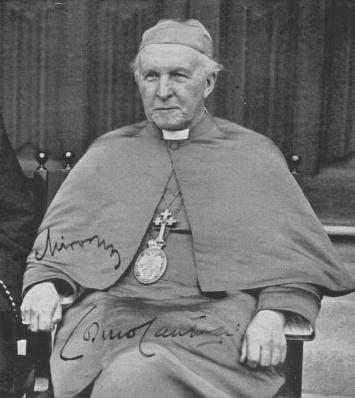
Cosmo Gordon Lang (1864–1945)

- Lang, Czesław (* 1955), polnischer Radrennfahrer

#### Lang, D
- Lang, Daisy (* 1972), bulgarische Boxerin und Kampfsportlerin
- Lang, Daniel (* 1543), Schweizer Glasmaler
- Lang, Daniel (* 1977), deutsch-britischer Filmemacher
- Lang, Daniel (* 1992), deutscher Fußballspieler
- Lang, David (* 1957), US-amerikanischer Komponist
- Lång, David (* 1972), schwedischer Politiker der Sverigedemokraterna
- Lang, David Marshall (1924–1991), britischer Historiker
- Lang, Declan Ronan (* 1950), britischer Geistlicher, emeritierter römisch-katholischer Bischof von Clifton, England
- Lang, Dennis (* 1990), deutscher Fußballspieler
- Lang, Didier (* 1970), französischer Fußballspieler
- Lang, Dietrich (1917–2007), deutscher Kommunalpolitiker und Jurist
- Lang, Dirk (* 1962), deutscher Künstler
- Lang, Don (1925–1992), englischer Jazz-Posaunist und Rock'n'Roll-Sänger
- Lang, Doreen (1915–1999), australisch-amerikanische Schauspielerin

#### Lang, E
- Lang, Eddie (1902–1933), US-amerikanischer Jazz-Musiker
- Lang, Edmund (1847–1914), badischer Beamter
- Lang, Eduard (1912–1995), österreichischer Schausteller und Unternehmer
- Lang, Elke (1952–1998), deutsche Schauspielerin, Bühnenbildnerin und Regisseurin
- Lang, Elmy (1921–2016), deutsche Schriftstellerin
- Lang, Emil (1883–1959), deutscher Agrarwissenschaftler und Agrarökonom
- Lang, Emil (1909–1944), deutscher Luftwaffenoffizier und Jagdflieger
- Lang, Eric M. (* 1972), kanadischer Spieleautor
- Lang, Erich (1895–1940), deutscher Heimatdichter des sächsischen Erzgebirges
- Lang, Erik-Roger (* 1930), Schweizer Diplomat
- Lang, Erna (1892–1983), deutsche KPD-Funktionärin und Teilnehmerin an der Novemberrevolution
- Lang, Ernst Maria (1916–2014), deutscher Architekt und Karikaturist
- Lang, Ernst Michael (1913–2014), schweizerischer Veterinärmediziner, Zoodirektor und Hochschullehrer
- Lang, Erwin (1886–1962), österreichischer Maler
- Lang, Erwin (1924–2020), deutscher Pädagoge und Politiker (SPD), hessischer Staatsminister
- Lang, Erwin A. (1908–1973), Schweizer Journalist und Politiker (KPS, SP)
- Lang, Eugen (1881–1966), deutscher Winzer
- Lang, Eva (* 1947), deutsche Wirtschaftswissenschaftlerin und Hochschullehrerin
- Lang, Ewald (1942–2013), deutscher Linguist

#### Lang, F
- Lang, Fanny (1884–1944), deutsche römisch-katholische Märtyrerin jüdischer Herkunft
- Lang, Feline (* 1974), deutsche Schauspielerin und Sängerin
- Lang, Ferdinand (1810–1882), bayerischer Hofschauspieler, Komiker und Theaterdirektor
- Lang, Ferdinand (1888–1959), deutscher Lehrer und Politiker (DV)
- Lang, Franz (1871–1938), österreichischer Politiker (CSP), Landtagsabgeordneter
- Lang, Franz (1873–1956), deutscher Schlosser, Erfinder und Motorenbauer
- Lang, Franz (1916–2017), deutscher Politiker (SPD, FW)
- Lang, Franz (* 1958), österreichischer Polizist
- Lang, Franz Josef (1894–1975), österreichischer Pathologe und Hochschullehrer
- Lang, Franz Peter (* 1948), deutscher Ökonom
- Lang, Franz Xaver (1867–1934), deutscher Politiker (BVP), MdR
- Lang, Franz-Paul (1886–1968), deutscher Sportfunktionär, Vorstand des Deutschen Leichtathletik-Verbandes
- Lang, Franziska (1746–1800), deutsche Soubrette, Tänzerin und Theaterschauspielerin
- Lang, Franziska (* 1959), deutsche Klassische Archäologin
- Lang, Franzl (1930–2015), deutscher Sänger, Jodler, Gitarrist und Akkordeonspieler
- Lang, Frieder (* 1950), deutscher Opernsänger (Tenor) und Gesangspädagoge
- Lang, Friedrich (1778–1859), deutscher Jurist und Alterspräsident der Frankfurter Nationalversammlung
- Lang, Friedrich (1785–1873), nassauischer Politiker
- Lang, Friedrich (1822–1866), nassauischer Politiker
- Lang, Friedrich (1852–1906), deutscher Architekt
- Lang, Friedrich (1855–1932), deutscher Politiker (NLP), MdL Großherzogtum Hessen
- Lang, Friedrich (1913–2004), deutscher Pfarrer, Theologe und Ephorus
- Lang, Friedrich (1915–2003), deutscher Pilot und Ritterkreuzträger im Zweiten Weltkrieg
- Lang, Fritz (1877–1961), deutscher Maler und Holzschneider
- Lang, Fritz (1890–1976), österreichisch-deutsch-amerikanischer Schauspieler, Filmregisseur und Drehbuchautor
- Lang, Fritz (1902–1976), Schweizer Unfallchirurg

#### Lang, G
- Lang, Georg (1840–1900), deutscher Kirchenmaler
- Lang, Georg (1866–1904), deutscher GastwirtGeorg Lang (1866–1904)

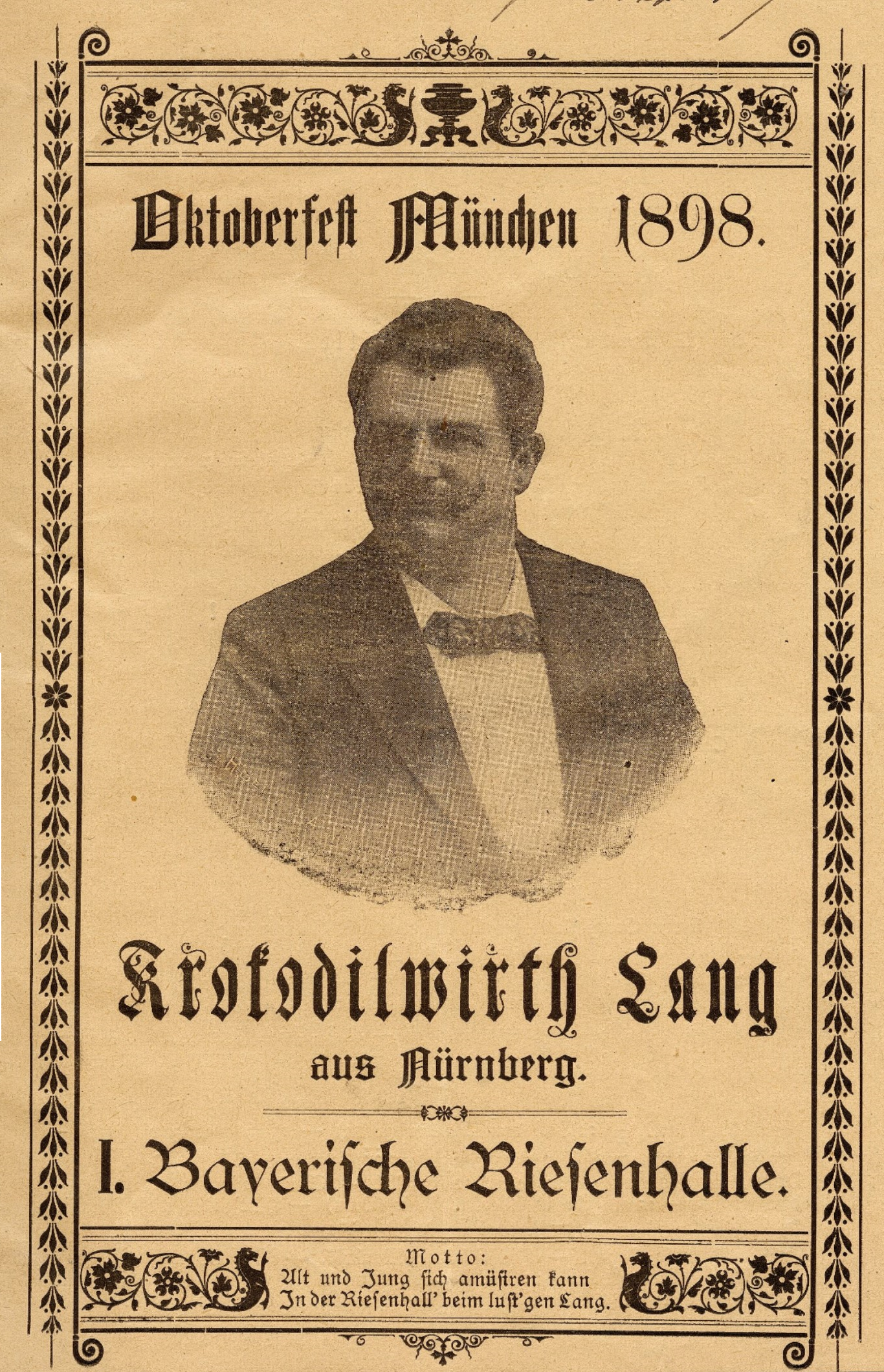
Georg Lang (1866–1904)

- Lang, Georg (1884–1944), deutscher Finanzbeamter, Dichter und Zeichner
- Lang, Georg (1913–1965), deutscher Politiker (CSU), MdB
- Lang, Georg Heinrich (* 1740), deutscher evangelischer Theologe, Geistlicher und Schriftsteller
- Lang, George (1924–2011), ungarisch-US-amerikanischer Gastronom
- Lang, Georges († 1959), Schweizer Fussballspieler
- Lang, Gerd-Rüdiger (1943–2023), deutscher Uhrmacher und Gründer von Chronoswiss
- Lang, Gerhard (1881–1974), deutscher Verleger und Buchhändler
- Lang, Gerhard (1924–2016), deutscher Botaniker mit den Forschungsschwerpunkten Vegetationskunde, Geobotanik und Quartäre Vegetationsgeschichte
- Lang, Gerhard (1931–2024), deutscher Politiker (SPD)
- Lang, Gerlinde (1978–2021), österreichische Radiomoderatorin
- Lang, Gordon (* 1965), australischer Badmintonspieler
- Lang, Gottlieb (1793–1859), deutscher Verwaltungsjurist
- Lang, Grega (* 1981), slowenischer Skispringer
- Lang, Günter (* 1942), deutscher Verwaltungsfachwirt, Kommunalpolitiker (SPD)
- Lang, Gustav (1850–1915), deutscher Bauingenieur
- Lang, Gustav A. (* 1933), Schweizer Historiker und Journalist
- Lang, Gustav E. (1866–1951), deutscher Historiker, Publizist und Lehrer

#### Lang, H
- Lang, Hannes (* 1981), italienischer Dokumentarfilmer
- Lang, Hans (1897–1968), deutscher Komponist, Musikpädagoge, Musikdozent für Harmonielehre
- Lang, Hans (1898–1971), österreichischer Maler und Grafiker
- Lang, Hans (1899–1943), deutscher Fußballspieler
- Lang, Hans (1908–1992), österreichischer Komponist von Unterhaltungsmusik und Wienerliedern
- Lang, Hans (* 1912), deutscher Eishockeyspieler
- Läng, Hans (1919–2012), Schweizer Ethnologe und Autor
- Lang, Hans (1924–2013), deutscher Uhrmacher
- Lang, Hans Caspar der Ältere (1571–1645), Schweizer Glasmaler, Buchillustrator, Tafel- und Fassadenmaler und Bürgermeister
- Lang, Hans-Joachim (1921–2006), deutscher Anglist und Amerikanist
- Lang, Hans-Joachim (* 1951), deutscher Germanist, Journalist und Honorarprofessor
- Lang, Hans-Jürgen (1929–2017), Schweizer Bauingenieur und Hochschullehrer
- Lang, Hans-Peter (* 1948), Schweizer Baufachmann und Sozialunternehmer
- Lang, Hansi (1955–2008), österreichischer Sänger und SchauspielerHansi Lang (1955–2008)

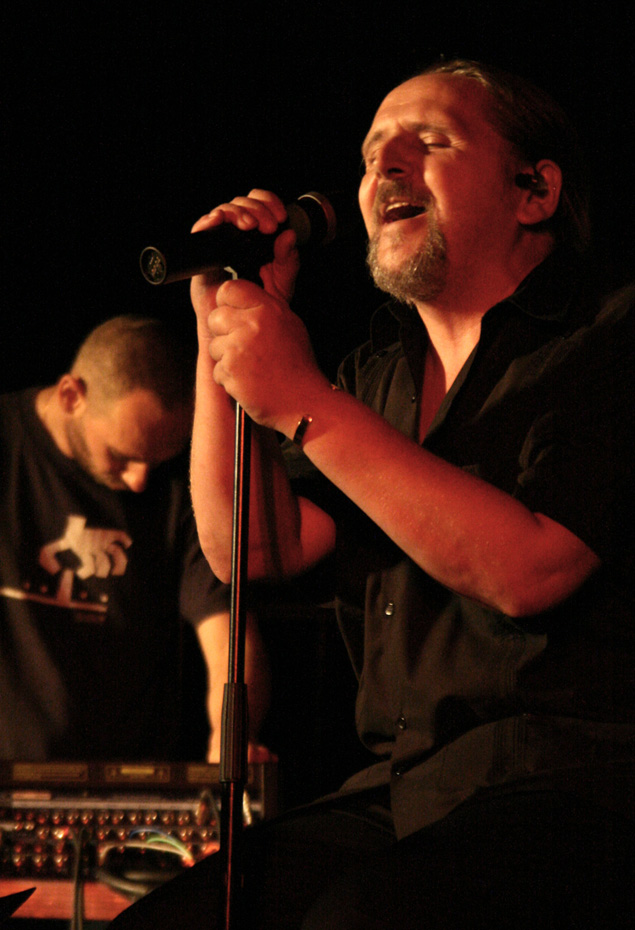
Hansi Lang (1955–2008)

- Lang, Hartmut (* 1943), deutscher Ethnologe
- Lang, Hauke (* 1963), deutscher Chirurg und Hochschullehrer
- Lang, Hedi (1931–2004), Schweizer Politikerin
- Lang, Heinrich (1824–1893), deutscher Architekt und Hochschullehrer
- Lang, Heinrich (1826–1876), deutscher Vertreter des theologischen Liberalismus
- Lang, Heinrich (1838–1891), deutscher Maler, Autor und Illustrator
- Lang, Heinrich (1858–1919), deutscher Organist, Chorleiter und Komponist
- Lang, Heinrich (* 1911), deutscher Kommunalpolitiker
- Lang, Heinrich (* 1955), deutscher Rechtswissenschaftler
- Lang, Heinrich Gottlob (1739–1809), deutscher Entomologe, Kunsthandwerker und Naturaliensammler
- Lang, Heinwig (* 1935), deutscher Optik-Ingenieur
- Lang, Heinz (1885–1904), österreichischer Mann, literarisches Vorbild
- Lang, Helge (1952–2015), deutscher Schauspieler
- Lang, Helmut (* 1924), deutscher Grafiker
- Lang, Helmut (* 1940), österreichischer Sprinter
- Lang, Helmut (* 1956), österreichischer Modedesigner und KünstlerHelmut Lang (* 1956)

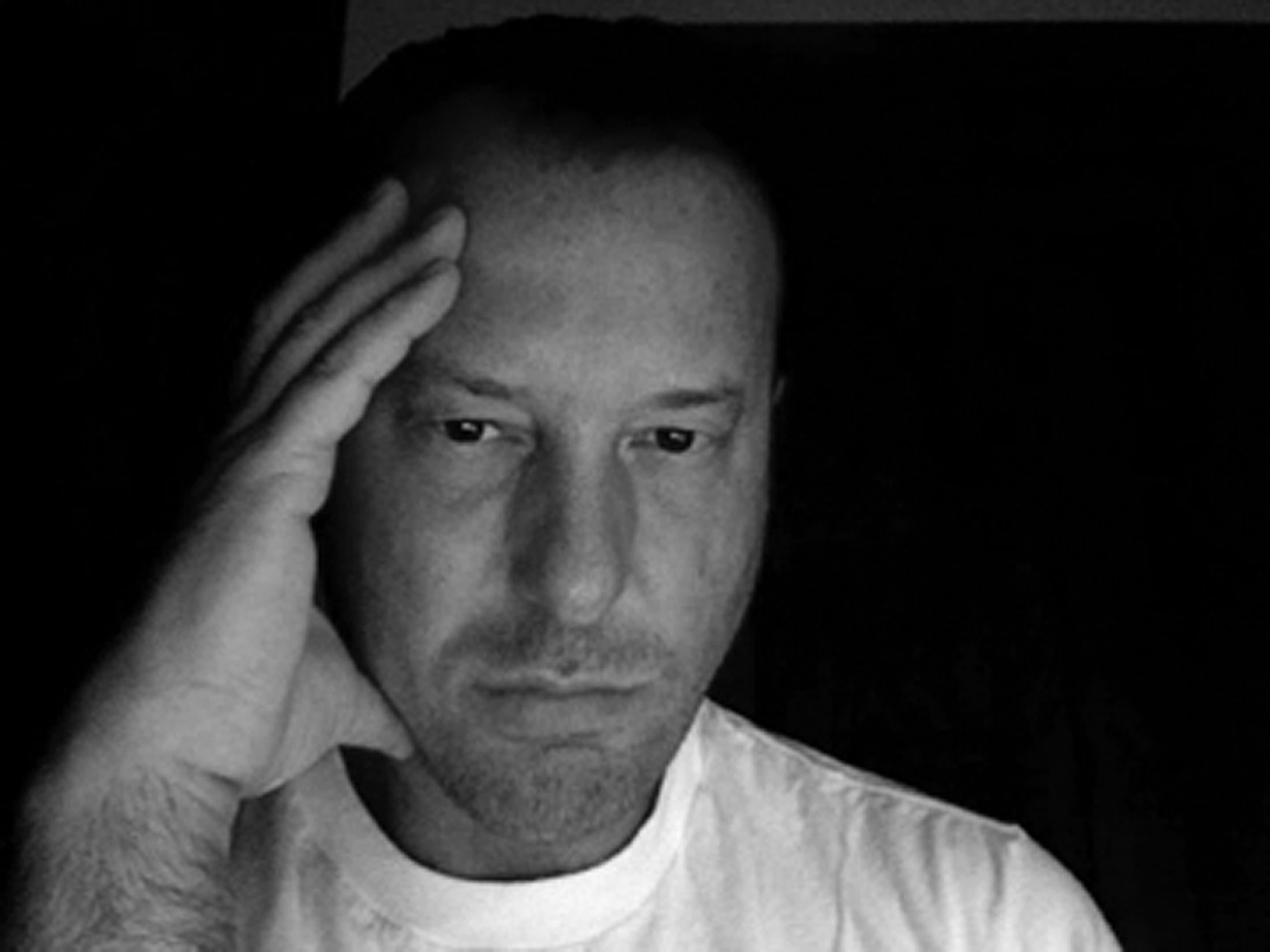
Helmut Lang (* 1956)

- Lang, Henri (1895–1942), französischer Ingenieur
- Lang, Henry Roseman (1853–1934), US-amerikanischer Romanist, Hispanist und Lusitanist Schweizer Herkunft
- Lang, Herbert (1898–1975), Schweizer Verleger und Buchhändler
- Lang, Herbert (1911–1997), deutscher Chirurg
- Lang, Herbert (* 1936), deutscher römisch-katholischer Pfarrer und Historiker
- Lang, Hermann (1856–1899), deutscher Maler
- Lang, Hermann (1856–1916), deutscher Bildhauer und Medailleur
- Lang, Hermann (1909–1987), deutscher AutomobilrennfahrerHermann Lang (1909–1987)

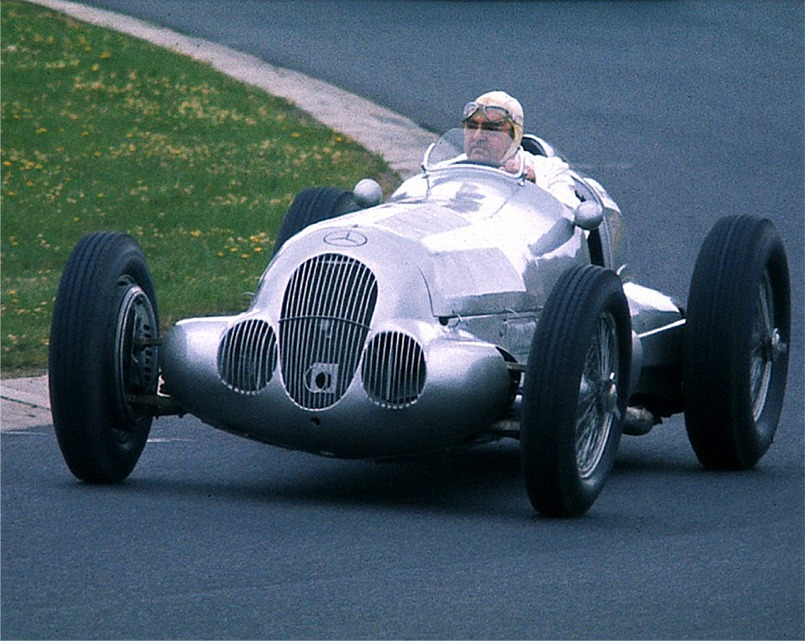
Hermann Lang (1909–1987)

- Lang, Hermann (1938–2019), deutscher Psychiater, Psychoanalytiker und Hochschullehrer
- Lang, Hermann (* 1954), deutscher Fußballspieler
- Lang, Hieronymus († 1582), Schweizer Glasmaler
- Lang, Hilde von (1925–2011), deutsche Verlegerin
- Lang, Howard (1911–1989), britischer Schauspieler
- Lang, Hubert (* 1946), deutscher Diplomat, Arabist und Islamwissenschaftler
- Lang, Hubert (* 1964), österreichischer Politiker (ÖVP), Abgeordneter zum Landtag Steiermark
- Lang, Hugo (1892–1967), Benediktinerabt und Theologe

#### Lang, I
- Lang, Ian (* 1940), britischer Politiker (Conservative Party), Mitglied des House of Commons
- Lang, Irénée (1841–1922), deutscher Industrieller und Politiker (Zentrum), MdR
- Lang, István (1933–2007), ungarischer Radrennfahrer
- Láng, István (1933–2023), ungarischer Komponist

#### Lang, J
- Lang, Jack (1876–1975), australischer Politiker
- Lang, Jack (* 1939), französischer Kulturpolitiker, Mitglied der Nationalversammlung, MdEPJack Lang (* 1939)

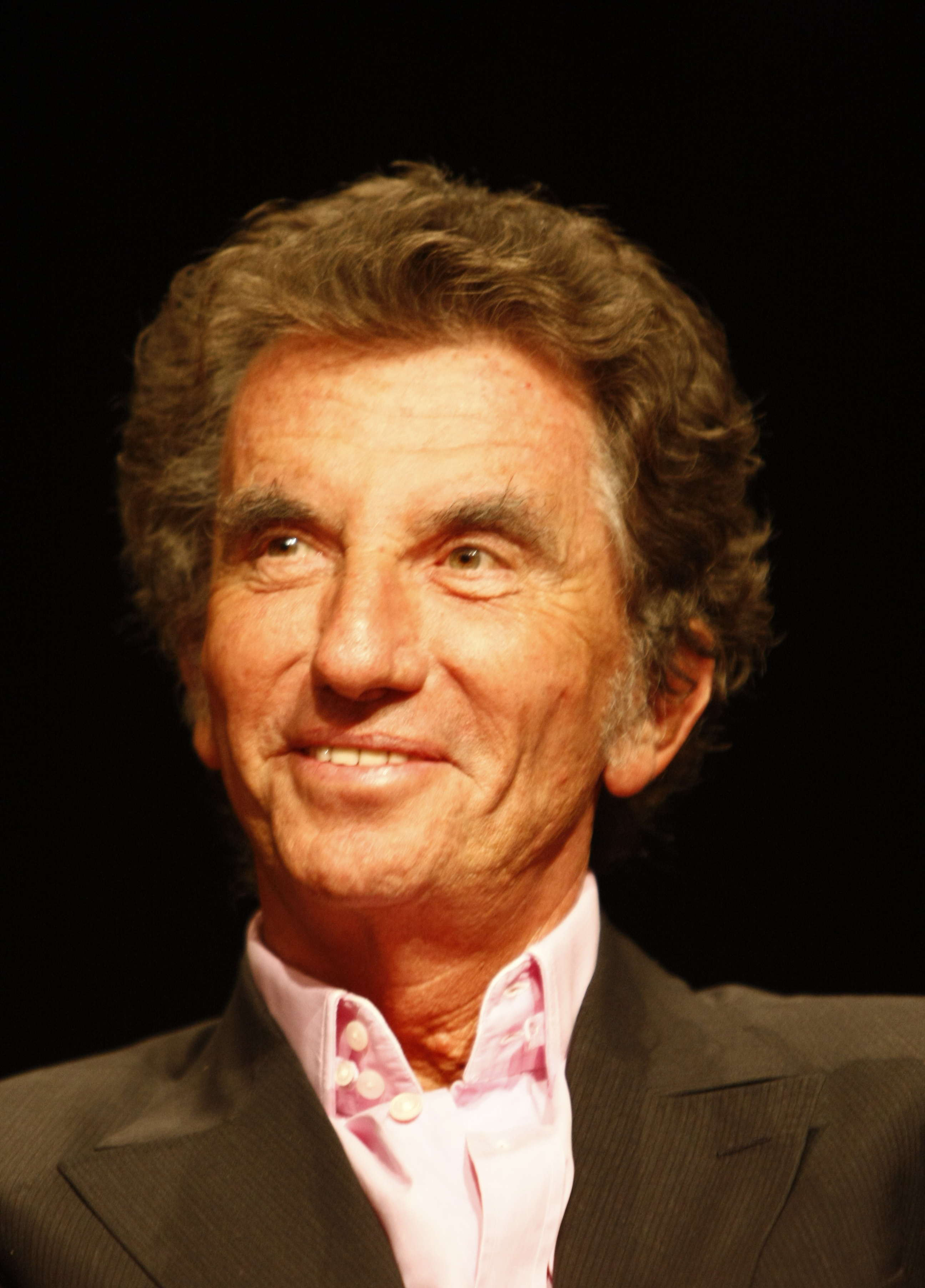
Jack Lang (* 1939)

- Lang, Jacob (1648–1716), schwedischer lutherischer Geistlicher
- Lang, Jakob (1822–1892), österreichischer Textilfabrikant, Kommunalpolitiker, Philanthrop und Mäzen
- Lang, Jakob Franz (1799–1869), deutscher Pfarrer und Politiker
- Lang, James (1851–1929), schottischer Fußballspieler
- Lang, Jannis (* 2002), deutscher Fußballspieler
- Lang, Jean (1921–2016), französischer Ingenieur und Industriemanager
- Lang, Jennings (1915–1996), US-amerikanischer Filmproduzent
- Lang, Joachim (1940–2018), deutscher Rechtswissenschaftler und Steuerrechtler
- Lang, Joachim (* 1960), deutscher Unternehmer, Feinmechaniker und Ingenieur
- Lang, Joachim (* 1967), deutscher Politologe und Jurist
- Lang, Joachim A. (* 1959), deutscher Fernsehjournalist, Fernsehregisseur und Autor
- Lang, Joachim-Friedrich (1899–1945), deutscher Offizier, zuletzt Generalmajor im Zweiten Weltkrieg
- Lang, Jochen von (1925–2003), deutscher Journalist und Autor
- Lang, Johann (1756–1829), badischer Staatsbeamter
- Lang, Johann († 1938), österreichischer Scharfrichter
- Lang, Johann (1888–1961), deutscher Jurist
- Lang, Johann (1910–1966), deutscher Architekt
- Lang, Johann (1982–2004), deutscher Briefbomben-Attentäter
- Lang, Johann Baptist (1747–1816), deutscher Orgelbauer
- Lang, Johann Georg († 1798), deutscher Komponist
- Lang, Johann Jacob (1646–1690), deutscher evangelischer Geistlicher und Kirchenlieddichter
- Lang, Johann Jacob (1801–1862), deutscher Rechtswissenschaftler und Hochschullehrer
- Lang, Johann Michael (1664–1731), deutscher lutherischer Theologe, Geistlicher und Hochschullehrer
- Lang, Johannes (1583–1618), Ordensgeistlicher, 15. Abt der Reichsabtei Ochsenhausen
- Lang, Johannes (* 1620), deutscher Schneider, Gegner der Hexenprozesse in Runkel
- Lang, Johannes (1882–1944), russlanddeutscher römisch-katholischer Geistlicher und Märtyrer
- Lang, Johannes (* 1970), deutscher Archäologe und Historiker
- Lang, Johannes (* 1989), deutscher Kirchenmusiker und Kreiskantor
- Lang, Jonny (* 1981), US-amerikanischer Blues- und Bluesrock-MusikerJonny Lang (* 1981)

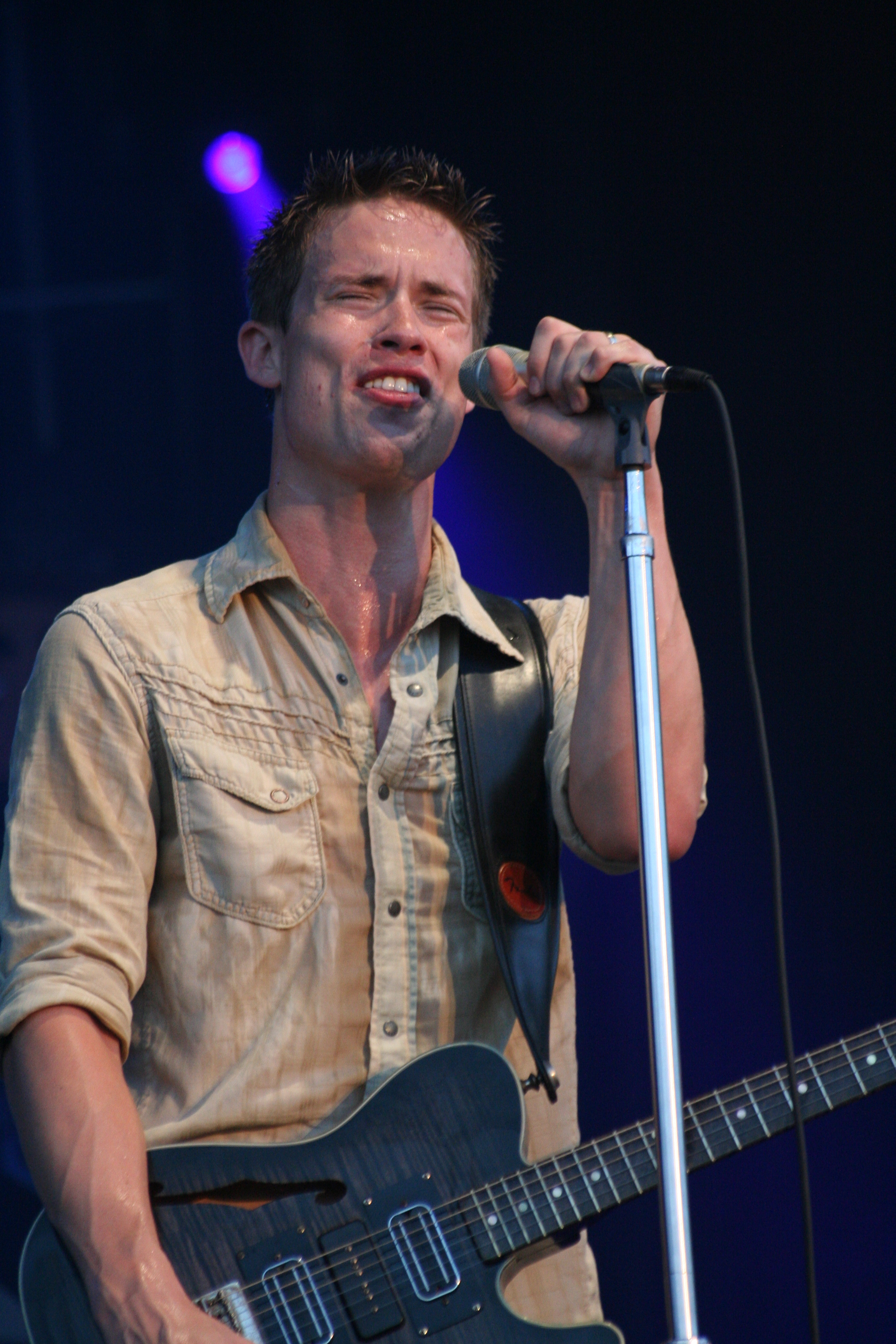
Jonny Lang (* 1981)

- Lang, Jörn (* 1978), deutscher Klassischer Archäologe
- Lang, Josef (1855–1925), österreichischer Henker
- Lang, Josef (1866–1913), österreichischer Politiker
- Lang, Josef (1879–1946), Schweizer Filmverleiher und -produzent
- Lang, Josef (1880–1961), deutscher Gewerkschafter und Politiker (SPD), MdL
- Lang, Josef (1897–1965), deutscher Landwirt und Politiker (CDU), MdL
- Lang, Josef (1902–1973), deutscher Widerstandskämpfer (SAPD)
- Lang, Josef (1920–2007), deutscher katholischer Priester und Missionar
- Lang, Josef (* 1947), deutscher Bildhauer
- Lang, Josef (* 1954), Schweizer Historiker und Politiker
- Lang, Josef Adolf (1873–1936), österreichischer Journalist und Schriftsteller
- Lang, Josefa (1791–1862), deutsche Theaterschauspielerin
- Lang, Joseph Gregor (1755–1834), deutscher Pastor, Pädagoge, Kunstmäzen und Mitbegründer der Stadtbücherei von Koblenz
- Lang, Joseph-Antoine (1868–1912), französischer Ordensgeistlicher, Apostolischer Vikar von Costa di Benin
- Lang, Josephine Caroline (1815–1880), deutsche Liedkomponistin und Sängerin der RomantikJosephine Caroline Lang (1815–1880)

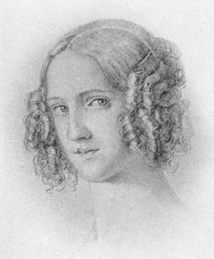
Josephine Caroline Lang (1815–1880)

- Lang, Josip (1857–1924), kroatischer römisch-katholischer Geistlicher, Weihbischof in Zagreb
- Lang, June (1917–2005), US-amerikanische Filmschauspielerin
- Lang, Jürgen (* 1943), deutscher Romanist und Hochschullehrer
- Lang, Jürgen P. (* 1964), deutscher PolitikwissenschaftlerJürgen P. Lang (* 1964)

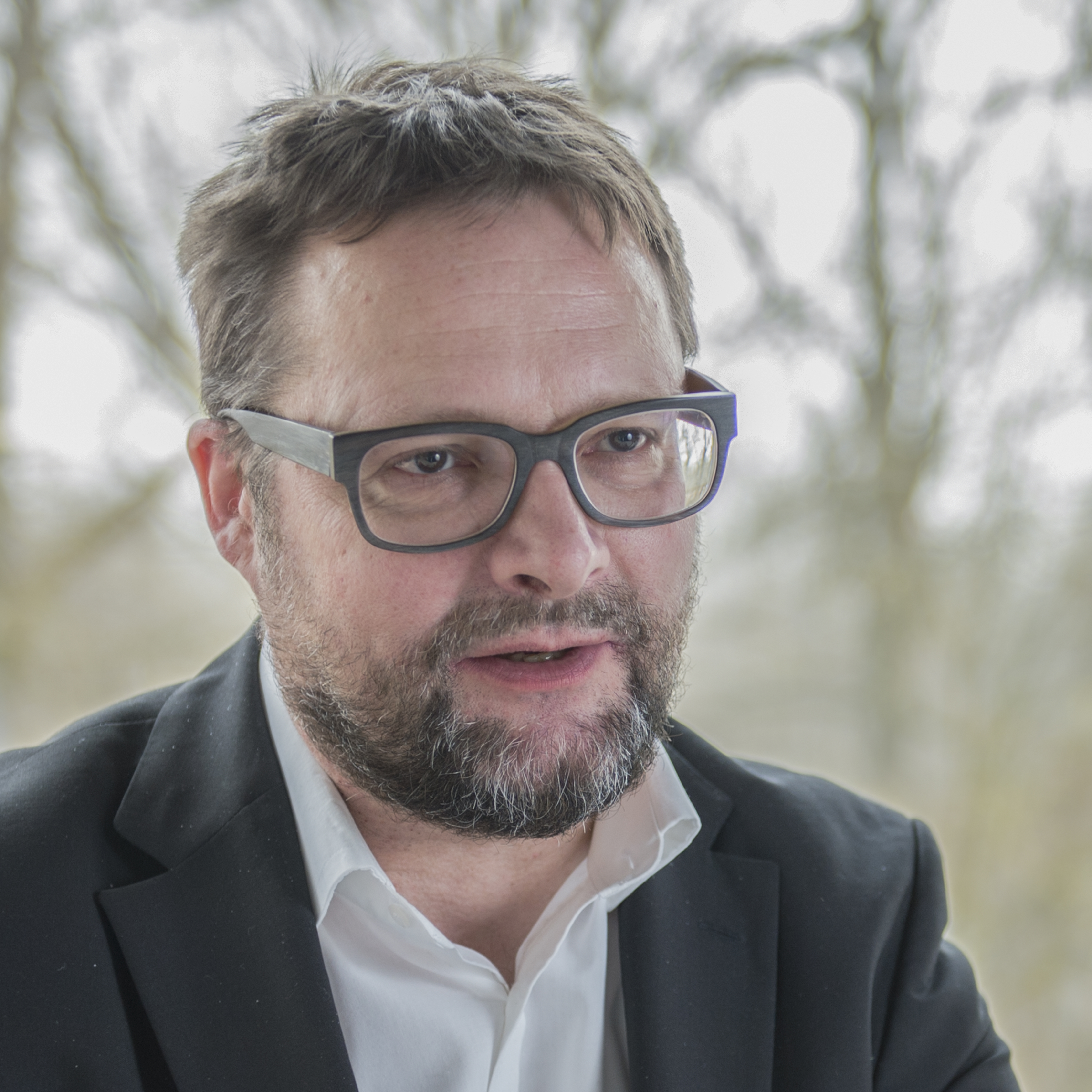
Jürgen P. Lang (* 1964)

- Lang, Justin (1934–2008), deutscher Ordenspriester, Theologie- und Kirchenhistoriker

#### Lang, K
- lang, k.d. (* 1961), kanadische Singer-Songwriterin
- Lang, Kajo (* 1959), deutscher Schriftsteller
- Lang, Kara (* 1986), kanadische Fußballspielerin
- Lang, Karel (* 1958), tschechischer Eishockeytorwart und -trainer
- Lang, Karl (1920–2017), deutscher Politiker (NPD)
- Lang, Karl (1929–2013), deutscher Politiker (CDU), MdL
- Lang, Karl (* 1968), österreichischer Fachbuchautor, Hochschulprofessor und Industriemanager im Bereich des Personalmanagements
- Lang, Karl Anton (1815–1890), deutscher Gutsbesitzer und Politiker (Zentrum), MdR
- Lang, Karl Heinrich von (1764–1835), deutscher Historiker und Publizist
- Lang, Katharina (1774–1803), deutsche Sängerin und Theaterschauspielerin
- Lang, Katharina (* 1993), deutsche Rollstuhlbasketballspielerin
- Lang, Katherine Kelly (* 1961), US-amerikanische SchauspielerinKatherine Kelly Lang (* 1961)

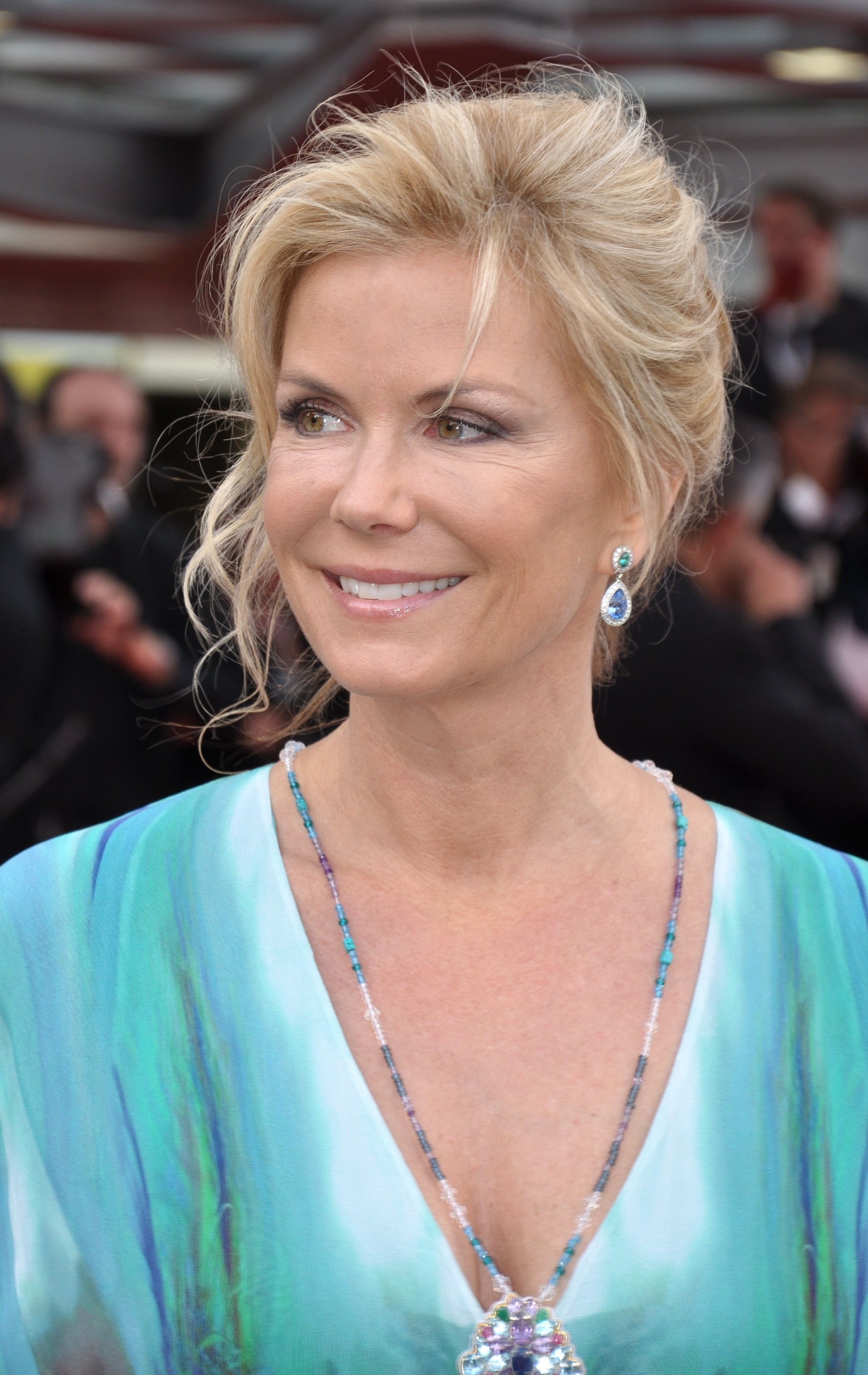
Katherine Kelly Lang (* 1961)

- Lang, Kathrin (* 1979), italienische Biochemikerin und Hochschullehrerin
- Lang, Katrin (* 1982), österreichische Triathletin
- Lang, Katrin (* 1997), 74. Deutsche Weinkönigin
- Lang, Kerry (* 1976), schottische Triathletin
- Lang, Klaus (* 1938), deutscher Politiker (CDU)
- Lang, Klaus (* 1938), deutscher Opernsänger (Bass)
- Lang, Klaus (* 1943), deutscher Theologe, Gewerkschafter und Arbeitsdirektor
- Lang, Klaus (* 1971), österreichischer Komponist, Konzertorganist und Improvisationsmusiker
- Lang, Konrad (1885–1963), Abgeordneter des Provinziallandtages der Provinz Hessen-Nassau
- Lang, Konrad (1898–1985), deutscher Biochemiker und Mediziner
- Lang, Konrad (1933–2014), österreichischer Künstler
- Lang, Kristin (* 1985), deutsche Tischtennisspielerin
- Lang, Kurt (1924–2019), deutsch-US-amerikanischer Soziologe und Kommunikationswissenschaftler
- Lang, Kurt (* 1959), deutscher Fußballspieler

#### Lang, L
- Láng, Lajos (1849–1918), ungarischer Politiker und Minister
- Lang, Lars-Uwe (* 1980), deutscher Handballspieler
- Lang, Laux, Müller und Täufermärtyrer
- Lang, Leonhard (1843–1928), österreichischer Papierhändler und Wohltäter
- Lang, Leonhard (1944–2017), deutscher Kunstmaler
- Lang, Liane (1935–2020), deutsche Politikerin (SED)
- Lang, Lilith (1891–1952), Tochter der Frauenrechtlerin Marie Lang, Modell des Künstlers Oskar Kokoschka und Mutter des Wissenschaftlers Heinz von Foerster
- Lang, Livia (* 1994), österreichische Synchronschwimmerin
- Lang, Lorenz Johann Jakob (1731–1801), deutscher lutherischer Geistlicher, Gymnasialprofessor und Bibliothekar
- Lang, Lothar (1928–2013), deutscher Kunsthistoriker
- Lang, Lotte (1900–1985), österreichische Schauspielerin
- Lang, Louis (1812–1893), deutsch-amerikanischer Maler
- Lang, Louis (1861–1937), Schweizer Uhrenfabrikant
- Lang, Louis (1921–2001), Schweizer Politiker (SP)
- Lang, Ludwig (1861–1938), deutscher Jurist und Präsident des Oberlandesgerichtes Darmstadt
- Lang, Ludwig (1890–1956), deutscher Bibliothekar und Schriftsteller
- Lang, Ludwig (1946–2025), deutscher Fußballspieler
- Lang, Lukas (* 1986), deutscher Eishockeytorwart
- Lang, Lukas Matthias (* 1927), österreichischer Architekt

#### Lang, M
- Lang, Mabel (1917–2010), US-amerikanische Altphilologin, Althistorikerin und Klassische Archäologin
- Lang, Magnus, deutscher Lautenmacher
- Lang, Manfred (* 1964), deutscher evangelischer Theologe und Neutestamentler
- Lang, Mara (* 1970), österreichische Schriftstellerin
- Lang, Marc (* 1969), deutscher Schachspieler
- Lang, Marcel (1956–2009), Schweizer Kantor und Sänger (Tenor)
- Lang, Margaret Ruthven (1867–1972), US-amerikanische Komponistin
- Lang, Margot (1945–2006), deutsche Schriftstellerin, Herausgeberin, Verlegerin und Künstlerin
- Lang, Mari (* 1980), österreichische Moderatorin und JournalistinMari Lang (* 1980)

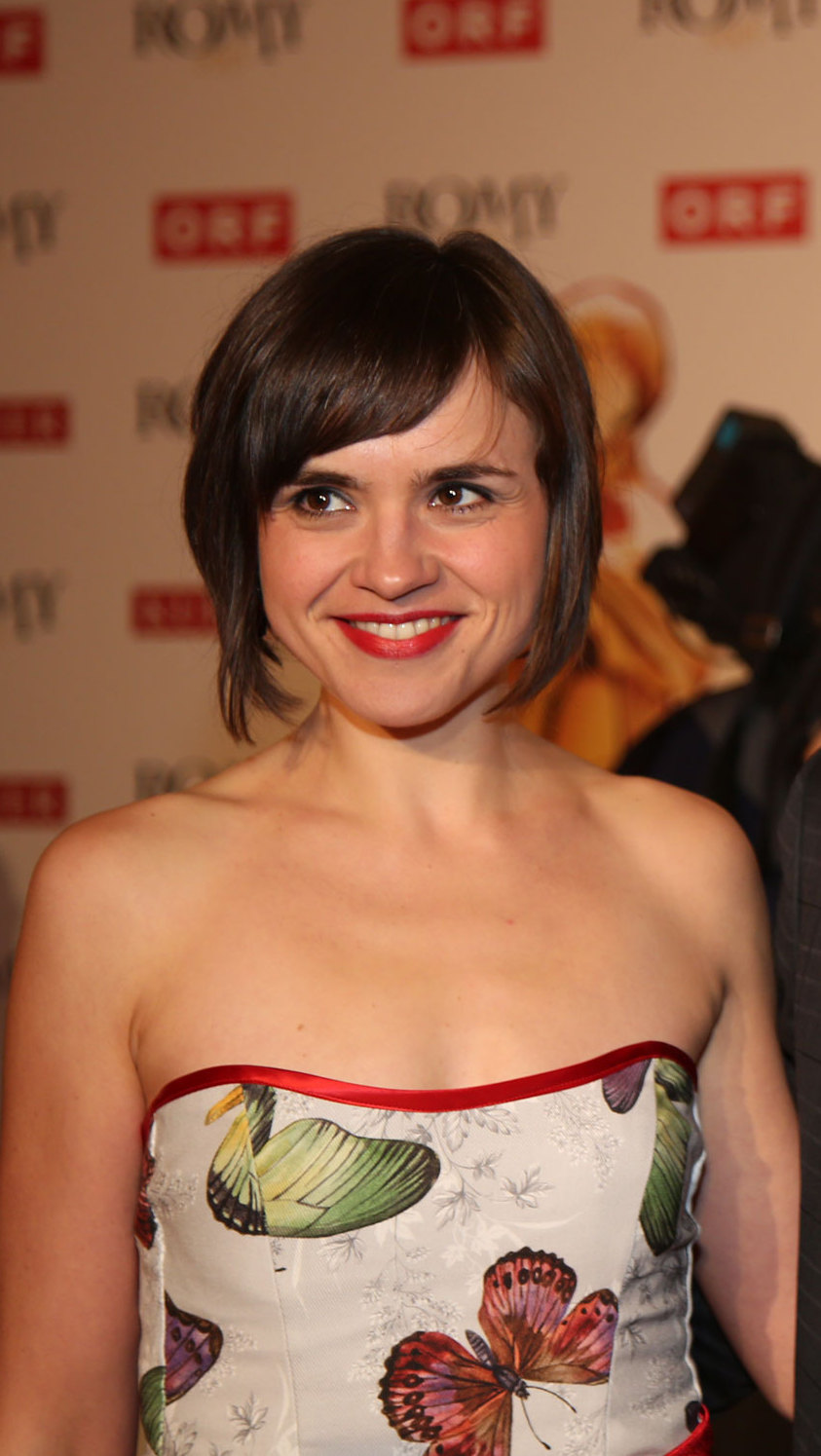
Mari Lang (* 1980)

- Lang, Maria (1914–1991), schwedische Schriftstellerin
- Lang, Maria (1945–2014), deutsche Filmemacherin, Autorin, Filmkuratorin, Feministin und lesbische Aktivistin
- Lang, Marianne (1764–1835), deutsche Theaterschauspielerin, Opernsängerin (Sopran) und Schauspiellehrerin
- Lang, Marianne (* 1979), österreichische Künstlerin
- Lang, Marie (1858–1934), österreichische Frauenrechtlerin und Theosophin
- Lang, Marie (* 1986), deutsche KickboxerinMarie Lang (* 1986)

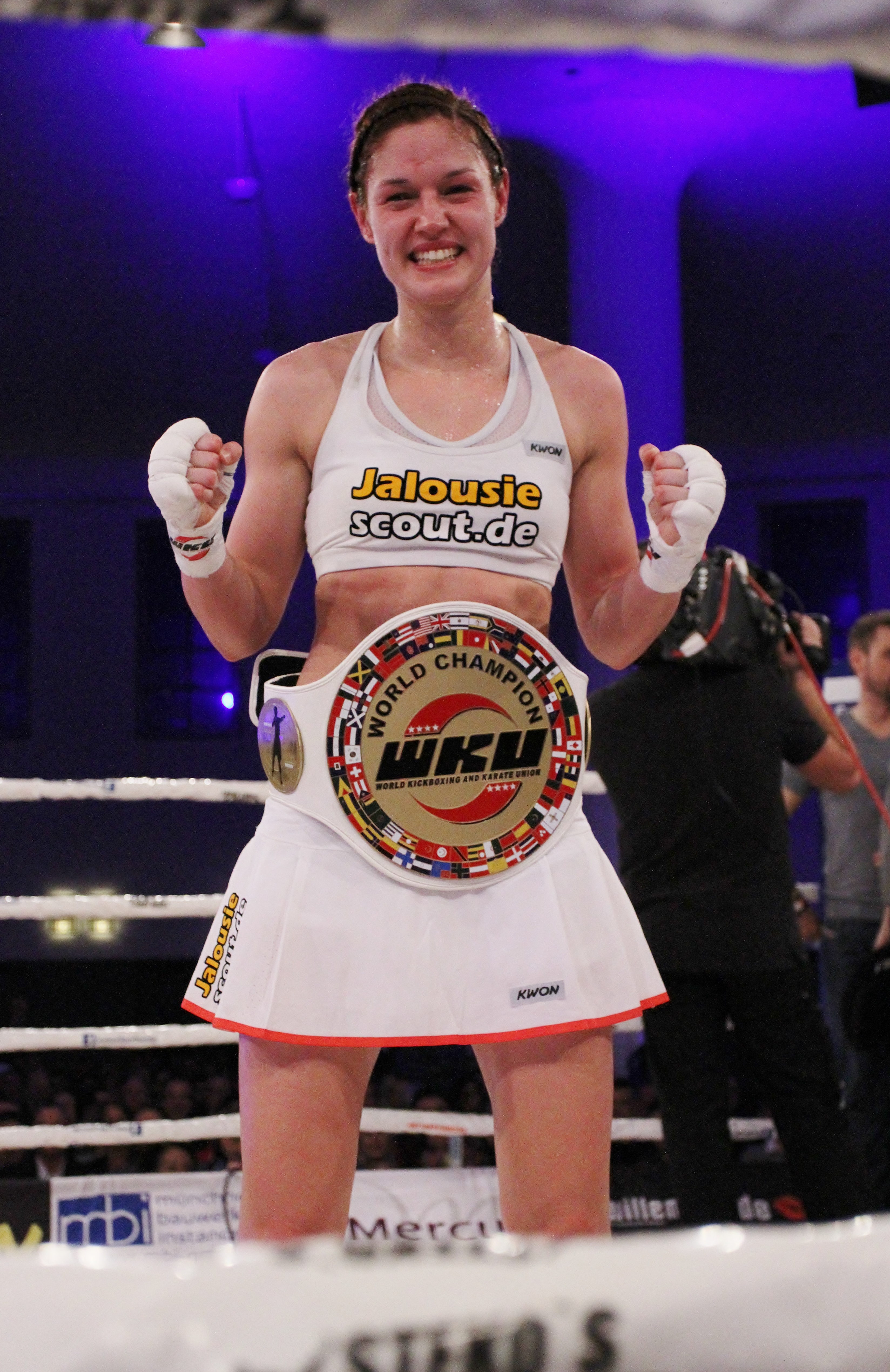
Marie Lang (* 1986)

- Lang, Mario (* 1988), österreichischer Rocksänger
- Lang, Markus (* 1961), deutscher Diplomat
- Lang, Markus (* 1976), deutscher Fußballtrainer
- Lang, Martin (1883–1955), deutscher Schriftsteller und Herausgeber
- Lang, Martin (* 1968), deutscher Kanute
- Lang, Martin (* 1971), österreichischer Altorientalist
- Lang, Martin (* 1976), österreichischer Fußballspieler
- Lang, Martina, deutsche Triathletin
- Lang, Matthias (* 1977), französischer Voltigierer
- Lang, Matthias (* 1986), italienischer Filmregisseur und Drehbuchautor
- Lang, Max (1874–1943), deutscher Gerber und Politiker, MdL
- Lang, Max (1917–1987), Schweizer Musiker, Komponist und Dirigent
- Lang, Max (* 1982), deutscher Trickfilmregisseur
- Lang, Max (* 1992), deutscher Gewichtheber
- Lang, Maximilian (* 1996), österreichischer Fußballspieler
- Lang, Michael (1803–1874), ungarischer evangelischer Theologe
- Lang, Michael (1862–1932), deutscher Papierfabrikant
- Lang, Michael (1944–2022), US-amerikanischer MusikproduzentMichael Lang (1944–2022)

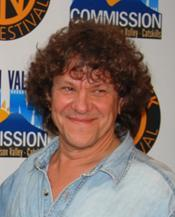
Michael Lang (1944–2022)

- Lang, Michael (* 1949), Schweizer Publizist, Buchautor, Konzepter, Fernseh- und Filmschaffender
- Lang, Michael, deutscher Eisspeedwayfahrer
- Lang, Michael (* 1964), österreichischer Journalist, Chefredakteur der Austria Presse Agentur
- Lang, Michael (* 1965), deutscher Politiker
- Lang, Michael (* 1982), österreichischer Bildhauer und Maler
- Lang, Michael (* 1991), Schweizer Fußballspieler
- Lang, Michael (* 1998), österreichischer Fußballspieler
- Lang, Michael Andreas (1912–1996), österreichischer Heimatdichter und Komponist
- Lang, Michel (1939–2014), französischer Filmregisseur
- Lang, Michelle (1975–2009), kanadische Journalistin
- Lang, Michl (1899–1979), deutscher Volksschauspieler
- Lang, Mike (1941–2022), US-amerikanischer Jazz- und Studiomusiker
- Lang, Minna (1891–1959), deutsche Physikerin, Lehrerin und Wissenschaftsjournalistin
- Lang, Miriam, deutsche Soziologin und Hoschullehrerin
- Lang, Mirko (* 1978), deutscher SchauspielerMirko Lang (* 1978)

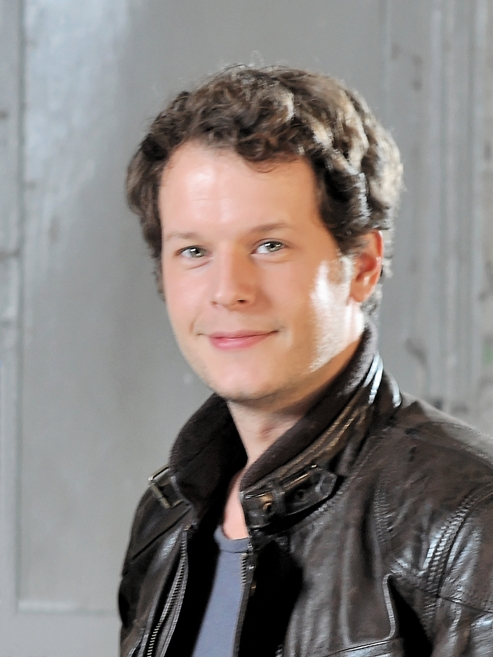
Mirko Lang (* 1978)

- Lang, Moritz (1647–1700), Kupferstecher

#### Lang, N
- Láng, Nándor (1871–1952), ungarischer Archäologe, Historiker und Klassischer Philologe
- Lang, Naomi (* 1978), US-amerikanische Eiskunstläuferin
- Lang, Nicolas (* 1990), französischer Basketballspieler
- Lang, Niklas (* 2002), deutscher Fußballspieler
- Lang, Niklas (* 2004), österreichischer Fußballspieler
- Lang, Nikolaus (1941–2022), deutscher Konzeptkünstler
- Lang, Noa (* 1999), niederländischer Fußballspieler
- Lang, Norbert (* 1934), Schweizer Ingenieur, Industrie-Historiker und Autor
- Lang, Norbert (* 1942), deutscher Soziologe und Kommunikationswissenschaftler
- Lang, Norbert, deutscher ehemaliger Poolbillardspieler
- Lang, Norton (* 1940), US-amerikanischer Physiker

#### Lang, O
- Lang, Odo (1938–2020), Schweizer römisch-katholischer Priester, Benediktiner, Liturgiewissenschaftler und Stiftsbibliothekar im Kloster Einsiedeln
- Lang, Othmar Franz (1921–2005), österreichischer Schriftsteller
- Lang, Otto (1855–1929), deutscher Bildhauer
- Lang, Otto (1863–1936), Schweizer Politiker (SP)
- Lang, Otto (1883–1955), Landtagsabgeordneter Volksstaat Hessen
- Lang, Otto (1906–1984), deutscher Schauspieler und Hochschullehrer
- Lang, Otto (1908–2006), österreichischer Skifahrer, Filmproduzent, Dokumentarfilm- und Fernsehregisseur
- Lang, Otto Emil (* 1932), kanadischer Politiker und Jurist
- Lang, Otto Ernst (1908–1945), deutscher Widerstandskämpfer gegen den Faschismus

#### Lang, P
- Lang, Paul, Bibliothekar und Humanist
- Lang, Paul (1846–1898), deutscher Pfarrer und Schriftsteller
- Lang, Paul (1894–1970), Schweizer Autor
- Lang, Paul Friedrich von (1815–1893), deutscher Generalsuperintendent von Ulm und Ludwigsburg
- Lang, Paul Henry (1901–1991), US-amerikanischer Musikwissenschaftler und -kritiker ungarischer Herkunft
- Lang, Peter (1878–1954), deutscher Politiker (Zentrum) und Abgeordneter
- Lang, Peter (1928–2001), Schweizer Buchhändler und Verleger
- Lang, Peter (* 1946), österreichischer Pianist
- Lang, Peter (* 1958), deutscher Schwimmer
- Lang, Peter (* 1964), österreichischer Dirigent
- Lang, Peter (* 1965), deutscher bildender Künstler
- Läng, Peter (* 1986), schweizerisch-thailändischer Fußballspieler
- Lang, Peter (* 1989), dänischer Segler
- Lang, Peter Redford Scott (1850–1926), schottischer Mathematiker
- Lang, Petra (* 1962), deutsche Opern- und Konzertsängerin (Mezzosopran)
- Lang, Philipp, Kammerdiener Rudolf II.
- Lang, Ping (* 1960), chinesische Volleyballspielerin und -trainerin
- Lang, Pirmin (* 1984), Schweizer Radrennfahrer

#### Lang, R
- Lang, Rachel (* 1984), französische Drehbuchautorin und Filmregisseurin
- Lang, Raimund (1895–1976), deutscher Politiker (BP), MdL Bayern
- Lang, Raimund (* 1951), österreichischer Schauspieler, Moderator, Synchronsprecher und Studentenhistoriker
- Lang, Rainhart (* 1953), deutscher Wirtschaftswissenschaftler
- Lang, Rein (* 1957), estnischer Politiker, Mitglied des Riigikogu
- Lang, Reinhold (* 1955), deutscher Autor und Fotograf
- Lang, Reinhold W. (* 1954), österreichischer Kunststofftechniker, Wissenschafter und Hochschullehrer
- Lang, Ricarda (* 1994), deutsche Politikerin und Sprecherin der Grünen JugendRicarda Lang (* 1994)

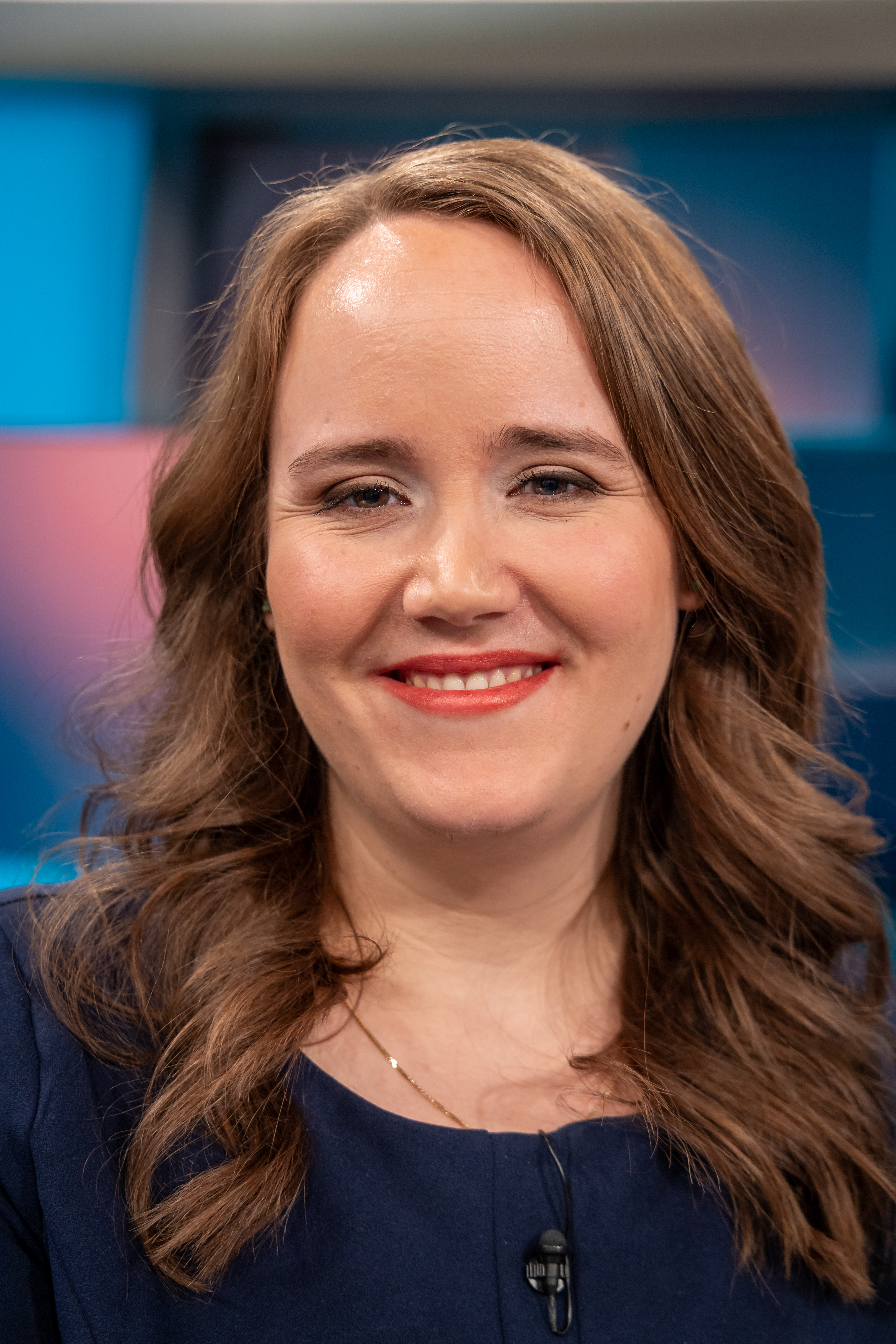
Ricarda Lang (* 1994)

- Lang, Richard (1882–1935), deutscher Geologe
- Lang, Richard (* 1956), britischer Schachprogrammierer und Unternehmer
- Lang, Richard (* 1989), australischer Bahn- und Straßenradrennfahrer
- Lang, Rikard (1913–1994), jugoslawischer Ökonom und Jurist
- Lang, Robert (1656–1730), österreichischer Zisterzienser und Abt
- Lang, Robert (1866–1955), deutscher Bürgermeister und Politiker, MdL
- Lang, Robert (1917–1997), Schweizer Radrennfahrer
- Lang, Robert (1921–2010), österreichischer General
- Lang, Robert (1934–2004), britischer Bühnen- und Fernsehschauspieler
- Lang, Robert (* 1958), deutscher freischaffender Künstler
- Lang, Robert (* 1970), tschechischer Eishockeyspieler
- Lang, Robert J. (* 1961), US-amerikanischer Physiker
- Lang, Roland (1938–2012), deutscher Politiker (SPD), MdL
- Lang, Roland (* 1942), deutscher Schriftsteller
- Lang, Ronnie (* 1927), US-amerikanischer Jazz- und Studiomusiker (Holzblasinstrumente)
- Lang, Rosemarie (1947–2017), deutsche Opernsängerin (Mezzosopran)

#### Lang, S
- Lang, Sabina (* 1972), Schweizer Installationskünstlerin
- Lang, Sabrina (* 1987), deutsche Radiomoderatorin und Journalistin
- Lang, Sabrina (* 1989), deutsche Fußballtorhüterin
- Lang, Salome (* 1997), Schweizer Hochspringerin
- Lang, Saskia (* 1986), deutsche Handballspielerin
- Lang, Sebastian (* 1979), deutscher RadrennfahrerSebastian Lang (* 1979)

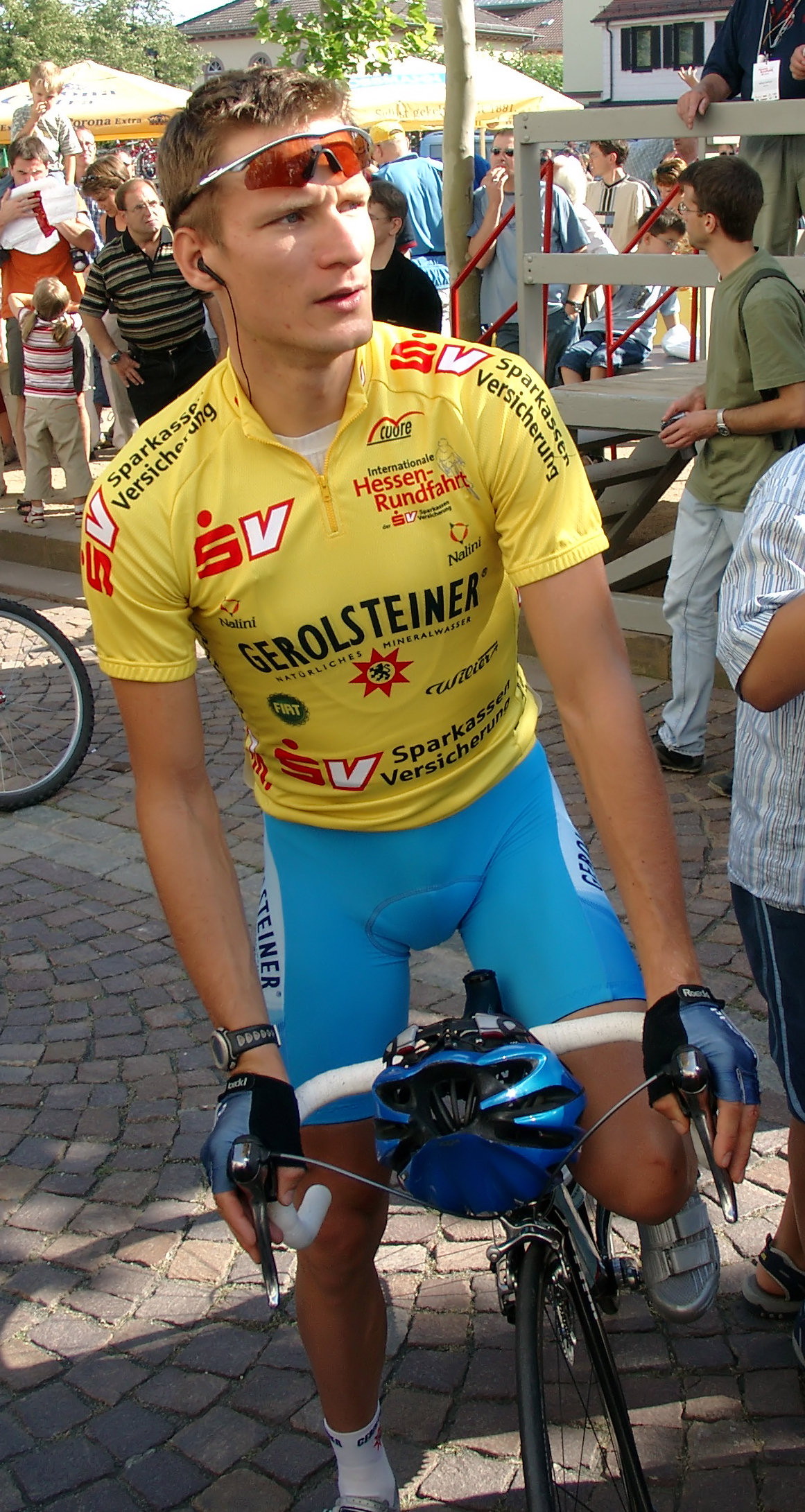
Sebastian Lang (* 1979)

- Lang, Serge (1920–1999), französischer Sportjournalist
- Lang, Serge (1927–2005), französisch-amerikanischer Mathematiker
- Lang, Siegfried (1887–1970), Schweizer Dichter und Übersetzer
- Lang, Sigrun (* 1939), deutsche Architektin und Kommunalpolitikerin
- Lang, Simon (* 1980), deutscher Koch
- Lang, Simone (* 1971), deutsche Eiskunstläuferin
- Lang, Simone (* 1971), deutsche Politikerin (SPD), MdL
- Lang, Slobodan (1949–2016), jugoslawischer bzw. kroatischer Mediziner und Politiker
- Lang, Stefan (* 1966), deutscher Fußballspieler
- Lang, Stefan (* 1970), deutscher Statistiker
- Lang, Steffen (* 1993), deutscher Fußballspieler
- Lang, Stephan Noel (* 1958), deutscher Pianist, Komponist und Textdichter
- Lang, Stephen (* 1952), US-amerikanischer SchauspielerStephen Lang (* 1952)

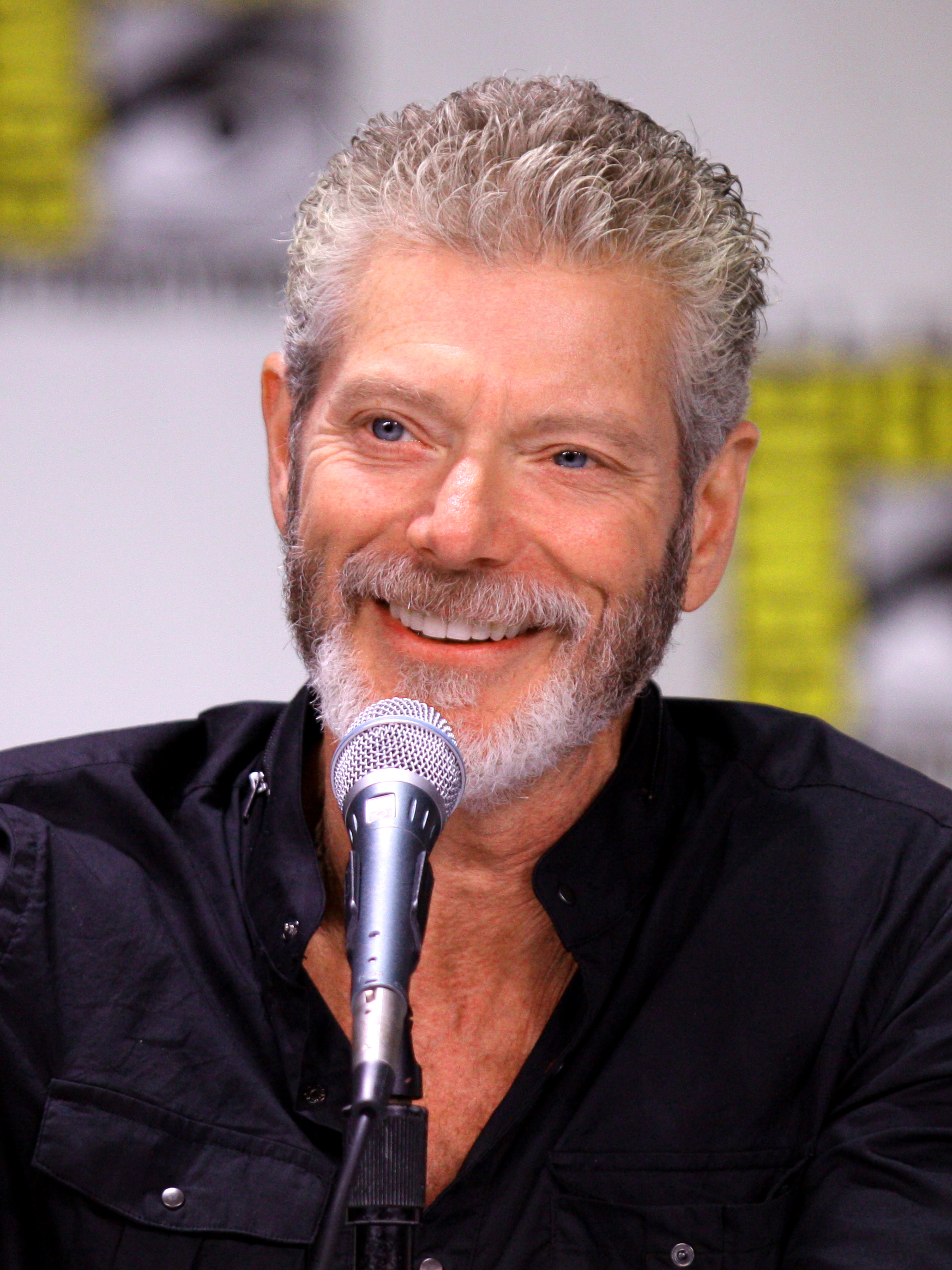
Stephen Lang (* 1952)

- Lang, Steven (* 1987), Schweizer Fußballspieler
- Lang, Sunny (1923–1979), Schweizer Jazzmusiker
- Lang, Sven (* 1962), deutscher Leichtathletiktrainer

#### Lang, T
- Lang, T. J. (* 1987), US-amerikanischer American-Football-Spieler
- Lang, Theobald (1898–1957), deutscher Psychiater, Erbbiologe und Rassenhygieniker
- Lang, Theodora (1855–1935), dänische Reformpädagogin und Frauenrechtlerin
- Lang, Thierry (* 1956), Schweizer Jazzmusiker (Piano, Komposition)
- Lang, Thomas (* 1958), deutscher Chorleiter
- Lang, Thomas (* 1958), deutscher Schauspieler, Hörspiel-, Synchron- und Off-Sprecher
- Lang, Thomas (* 1967), deutscher Schriftsteller
- Lang, Thomas (* 1967), österreichischer SchlagzeugerThomas Lang (* 1967)

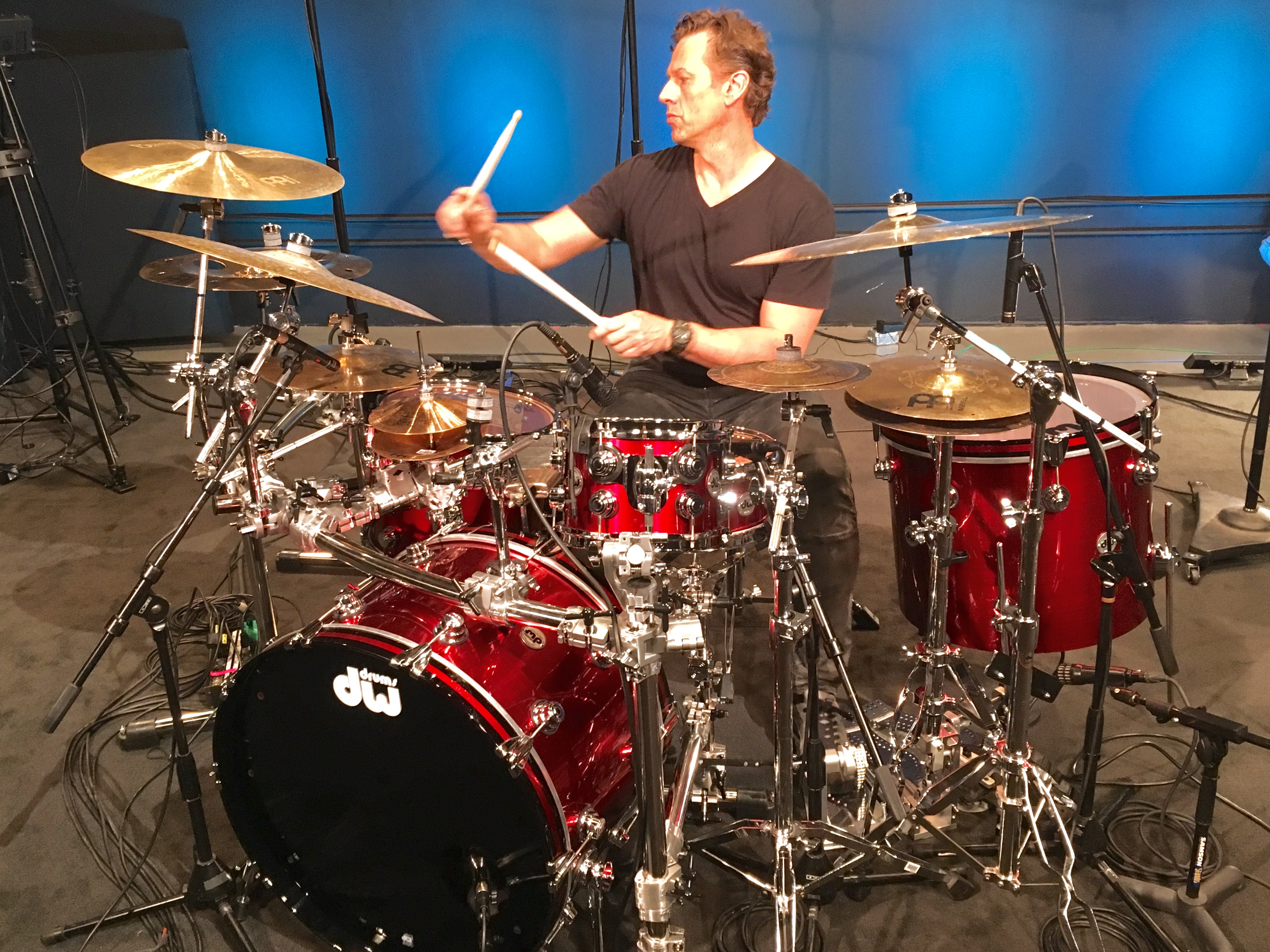
Thomas Lang (* 1967)

- Lang, Thomas (* 1973), deutscher Politiker (FW), Bürgermeister der Stadt Lauf an der Pegnitz
- Lang, Toni (* 1982), deutscher Biathlet
- Lang, Torsten (* 1973), deutscher politischer Beamter (SPD)

#### Lang, U
- Lang, Ulrich (1933–2018), deutscher Pädagoge und Politiker (SPD), MdL
- Lang, Undine (* 1974), österreichische Psychiaterin und Psychotherapeutin
- Lang, Utto (1806–1884), deutscher Geistlicher, Abt des Klosters Metten, Präses der Bayerischen Benediktinerkongregation
- Lang, Uwe (1943–2025), deutscher Autor, Vermögensverwalter und Herausgeber eines Börsenbriefs
- Lang, Uwe (1957–2019), deutscher Gynäkologe und Hochschullehrer in Graz
- Lang, Uwe Michael (* 1972), deutscher katholischer Priester

#### Lang, V
- Lang, Valérie (1966–2013), französische Schauspielerin in Film, Fernsehen und Theater
- Lang, Valter (* 1958), estnischer Archäologe
- Lang, Viktor von (1838–1921), österreichischer Physiker und Kristallograph
- Lång, Ville (* 1985), finnischer Badmintonspieler
- Lang, Vincenz († 1502), deutscher Humanist und Dichter
- Lang, Volker (* 1964), deutscher Künstler

#### Lang, W
- Lang, Walter (1896–1972), US-amerikanischer Filmregisseur
- Lang, Walter (1896–1966), Schweizer Komponist, Pianist und Musikpädagoge
- Lang, Walter (1925–2016), deutscher Fußballspieler
- Lang, Walter (1961–2021), deutscher Jazzmusiker
- Lang, Walther K. (* 1957), Schweizer Jazzmusiker (Posaune, Komposition, Arrangement und Dirigat)
- Lang, Werner (1885–1945), Schweizer Geodät
- Lang, Werner (1920–2017), deutscher Neurologe, Psychiater und Hochschullehrer
- Lang, Werner (1922–2013), deutscher Ingenieur und Automobilkonstrukteur
- Lang, Werner (1924–1999), deutscher Fußballspieler
- Lang, Wilfried J. (1936–2013), deutscher Künstler
- Lang, Wilhelm (1794–1858), deutscher Orgelbauer in Berlin
- Lang, Wilhelm (1839–1915), württembergischer Politiker der Volkspartei
- Lang, Wilhelm (1852–1912), württembergischer Oberamtmann
- Lang, Wilhelm Ludwig Friedrich (1821–1884), deutscher Verwaltungsbeamter und Parlamentarier
- Lang, Willi, deutscher Tischtennisspieler
- Lang, William Henry (1874–1960), britischer Botaniker
- Lang, Willy (1892–1972), sudetendeutscher Zeichner und Grafiker, Lehrer und Erzähler
- Lang, Willy (1945–2025), deutscher Fußballtorwart

### Lang-

#### Lang-B
- Lang-Brumann, Thusnelda (1880–1953), deutsche Lehrerin und Politikerin (BVP, CSU), MdR

#### Lang-H
- Lang-Hinrichsen, Dietrich (1902–1975), deutscher Rechtswissenschaftler, Hochschullehrer und Richter am Bundesgerichtshof

#### Lang-I
- Lang-Iten, Heidy (1962–2022), Schweizer Politikerin der FDP

#### Lang-K
- Lang-Kurz, Paul (1877–1937), deutscher Maler und Kunstgewerbler
- Lang-Kurz, Urs (1909–1998), deutsche Modefotografin

#### Lang-L
- Lang-Laris, Hermine (1844–1919), österreichische Landschafts-, Blumen- und Stillleben-Malerin

#### Lang-S
- Lang-Scheer, Irma (1901–1986), deutsche akademische Malerin und Künstlerin

#### Lang-V
- Lang-von Wins, Thomas (1963–2012), deutscher Psychologe und Hochschullehrer